# فريتز وايس
فريتز وايس (بالتشيكية: Fritz Weiss)‏ هو عازف كلارينيت تشيكي، ولد في 28 سبتمبر 1919 في براغ في التشيك، وتوفي في 28 سبتمبر 1944 في معسكر أوشفيتز بيركينو في بولندا.

## وصلات خارجية
- فريتز وايس على موقع ميوزك برينز (الإنجليزية)